# أربوسة متبرعمة
أربوسة متبرعمة (الاسم العلمي: Erebus gemmans) هي نوع من الحشرات تتبع جنس الأربوسة من الفصيلة الأربوسية.